# Allergisk rinit
Allergisk rinit är ett inflammatoriskt tillstånd, framkallat av en allergisk reaktion i nässlemhinnan. Den allra vanligaste formen är en typ1-allergisk reaktion, framkallad av IgE-antikroppar.

## Prevalens
Sjukdomen har ökat kraftigt under flera decennier. Bland unga vuxna svenskar har nu ungefär var femte allergisk rinit.

## Indelning
Allergisk rinit kan vara säsongbunden (hösnuva, pollenallergi) eller icke-säsongbunden (perenn allergisk rinit). Ibland delar man in riniter i allergisk rinit och icke-allergisk rinit. Det förekommer även patienter med säsongbunden rinit, där ingen allergi kan påvisas. Benämningen Seasonal Non-Allergic Rhinitis (SNAR) har föreslagits.

## Symptom
Nysningar, rinnsnuva, klåda i näsan och nästäppa. Nässymtomen förekommer ofta tillsammans med ögonsymtom på grund av allergisk ögoninflammation (konjunktivit, ger klåda, ögonrodnad och ökat tårflöde). Många rinitpatienter har också astma. Samma symtom som vid allergisk rinit kan förekomma vid en icke-allergisk rinit. Beteckningen "vasomotorisk rinit" används ibland på denna grupp. Orsaken är i en del fall rubbning i nässlemhinnans blodkärlsreglering. Polyper i näsan, näspolypos, förekommer ofta samtidigt med vasomotorisk rinit och astma men har inte någon allergisk orsak.

## Allergidiagnostik
Se allergidiagnostik.

## Behandling

### Elimination
Om orsakerna (pälsdjur, kvalster med mera) till riniten är möjliga att avlägsna, kan besvären i många fall upphöra.

### Läkemedelsbehandling
Behandlingen startas som regel med antihistaminpreparat. Vid bristande effekt prövas kortisonpreparat (glukokortikoider) som nässpray eller pulverinhalator. Om inte detta ger tillräcklig effekt används kombinationsbehandling med antihistaminer och nasala glukokortikoider. I mycket svåra fall övervägs hyposensibilisering (allergivaccinering).